# توماس بروبر
توماس بروبر (بالألمانية: Thomas Pröpper)‏ هو لاعب كرة قدم ألماني في مركز الوسط، ولد في 4 أغسطس 1970 في دورستن في ألمانيا. لعب مع روت فايس آهلن وروت فايس أوبرهاوزن وروت فايس إيسن وشبيلدورف ونادي فوبرتال الرياضي وهانوفر 96.

## وصلات خارجية
- توماس بروبر على موقع قاعدة بيانات كرة القدم.إي يو (الإنجليزية)
- توماس بروبر على موقع بيانات كرة القدم. دي إي (الألمانية)
- توماس بروبر على موقع عالم كرة القدم.نت (الإنجليزية)